# Економіка Казахстану
Казахстан — аграрно-промислова країна з розвиненим гірничим сектором.
Валовий внутрішній продукт Казахстану — $ 133,726 млрд ($ 11 000 на душу населення) є на 54-му місці у світі (2007).
Основним джерелом економічного зростання економіки є видобуток корисних копалин із землі.

## Економічне районування

Регіони Казахстану

Казахстан складається з 5 великих економічних районів(кварталів).
- Північний — розвинуті зернове господарство, видобуток залізної руди і кам'яного вугілля, машинобудування, виробництво нафтопродуктів і феросплавів, енергетика.
- Східний — кольорова металургія, енергетика, машинобудування і лісове господарство.
- Західний — найбільший нафтогазовидобувній регіон, машинобудування, приладобудування, виробництво будівельних матеріалів зокрема черепашнику, крейди, цементу.
- Центральний — чорна та кольорова металургія, машинобудування, тваринництво.
- Південний — бавовна, рис, вовна, зерно, фрукти, овочі, тютюн, виноград, конопля; розвинені кольорова металургія, приладобудування, легка і харчова промисловість, рибне та лісове господарство.

## Загальний огляд
Основні галузі промисловості: гірнича (нафта, вугілля, марганець, цинк, мідь, титан, боксити, золото, срібло, сірка, залізо), чорна і кольорова металургія, тракторобудування, моторобудування, конструкційних матеріалів.
Транспорт: залізничний, автомобільний, трубопровідний, судноплавний (по Каспійському морю, озеру Балхаш, рікам Іртиш, Сирдар'я, Урал). Розвивається повітряний транспорт (відкриті прямі авіалінії в Німеччину, Туреччину, Іран, Китай і ряд інших країн). Транспортна мережа Казахстану розвинена недостатньо. Основні перевезення вантажів і пасажирів здійснюються залізничним транспортом. Відсутні зручні шляхи для транспортування вантажів між східними і західними районами країни.
ВВП (2001) — $ 20 млрд. Темп зростання ВВП — (-1,9 %). ВВП на душу населення — $ 1281.
Прямі закордонні інвестиції — $679 млн.
Імпорт (нафтопродукти, транспортні засоби, папір, споживчі товари, машини і обладнання) — $ 12 млрд (г. ч. Росія — 39,4 %, Німеччина — 8,6 %, США — 6,3 %, країни ЄС — 23,9 %).
Експорт (нафта, природний газ, кам'яне вугілля і залізняк — 38 %, феросплави, рафінована мідь — 33 %, зерно, вовна — 13 %, продукція хімічної промисловості — 7 %) — $ 11,7 млрд (г. ч. Китай — 29,1 %, Росія — 28,9 %, країни ЄС — 31,6 %).
За іншими даними, у 2001 р. ВВП в Казахстані зріс на 13 %, що є найкращим результатом серед країн СНД. Зокрема індустріальне виробництво зросло на 13,5 %, сільськогосподарське виробництво — на 16,9 %, інвестиції в основному капіталі — на 21 %, транспортне обслуговування — на 11,3 %, послуги зв'язку — на 33,6 % [Mining Annual Review 2002].
У 1990-х рр. спостерігалося зниження ВВП і зміна його структури. До максимального рівня виробництва (1990) ВВП в 1997 становив лише 63 %. У структурі ВВП різко зросла частка послуг (з 35 до 50 %) і скоротилася частка сільського, лісового і рибного господарства (з 27 до 13 %). Великі надії в Казахстані покладаються на ресурси, що є в країні, зокрема нафту і газ, які спроможні забезпечити процвітання країни за умови глибоких економічних і соціальних перетворень.
На початок 1999 безробіттям було охоплено бл. 25 % працездатного населення країни.
У сфері послуг працює майже 60 % зайнятих, в сільському, лісовому і рибному господарстві — 24 %, в промисловості — 16 %.

## Енергетика
В країні працює 37 ТЕС, які використовують вугілля Екібастузького, Майкубінського, Тургайського і Карагандинського басейнів.
Експлуатуються 3 великі ГЕС: Бухтармінська, Усть-Каменогорська (р. Іртиш) і Капчагайська (р. Ілі), що забезпечують 10 % потреб країни, — і атомна електростанція біля Актау (колишнє Шевченко).
У 1990 виробництво електроенергії в Казахстані становило 87,4 млрд кВт·год, з яких 85 % було використано всередині республіки, а 15 % передане в російські регіони (Урал, Центр). До 1997 виробництво електроенергії скоротилося на 43 %.
У 2020 Казахстан ввів заборону на ввезення в республіку дизельного палива терміном до 1 квітня 2021 року для недопущення зниження завантаження вітчизняних НПЗ.

## Кольорова металургія

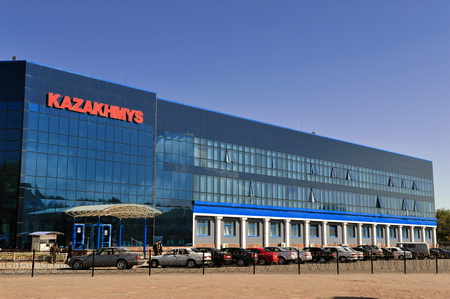
Офіс корпорації «Казахмис», Жезказган.

Питома вага кольорової металургії в загальному обсязі промислового виробництва перевищує 12 %. З видобутих руд виробляються мідь, свинець, цинк, титан, магній, рідкісні та рідкісноземельні метали, прокат на основі міді, свинцю тощо.
За рівнем виробництва Казахстан входить до числа найбільших в світі виробників і експортерів рафінованої міді. Частка республіки у світовому виробництві міді становить 2,3 %. При цьому, практично вся вироблена в країні мідь експортується за кордон. Основними імпортерами казахстанської міді є Італія, Німеччина та інші країни.
Казахстан є 3-м в СНД виробником золота, видобуток і виробництво якого збільшується з кожним роком. У країні зареєстровано понад 170 золотоносних родовищ.

## Чорна металургія
За запасами залізної руди Казахстан займає 8-е місце в світі. Його частка у світових запасах становить 6 %. Крім значних запасів, іншою перевагою казахстанської залізної руди є її досить висока якість. З 8,7 млрд тонн залізної руди 73,3 % запасів легко видобувається. Понад 70 % видобутої в країні залізної руди йде на експорт. Частка руд чорних металів, включаючи хромові і марганцеві руди, в загальному експорті країни у 1999 році склала близько 4 %. Чорна металургія Казахстану виробляє понад 12,5 % республіканського обсягу промислової продукції.
Флагманом індустрії республіки є Карагандинський металургійний комбінат (колись одне з найбільших металургійних підприємств СРСР) — після 1991 року АТ «Іспат-Кармет», а після 2005-го — АТ «Міттал Стіл Теміртау», АТ «АрселорМіттал Теміртау». Підприємство має повний металургійний цикл і спеціалізується на випуску різних видів прокату чорних металів — листового, сортового, білої жерсті, труб тощо. Метал цього комбінату експортується.
В Казахстані є великі запаси вапнякових руд, на базі яких працюють феросплавні заводи республіки.

## Хімічна, нафтопереробна та нафтохімічна промисловість
В асортименті підприємств хімічної та нафтохімічної промисловості республіки — пластмаси, хімічні волокна та нитки, шини для автомобілів та сільгоспмашин, широкий асортимент гумотехнічних виробів, хромові сполуки, карбід кальцію, каустична сода й інша продукція.
У республіці діють три нафтопереробних заводи, що виробляють автомобільний бензин, дизельне, котельне паливо, авіаційний гас, нафтобітум та інші нафтопродукти.
Діє великий комплекс з переробки фосфоритної руди з отриманням жовтого фосфору (більше 90 % від загального виробництва колишнього СРСР), мінеральних добрив, синтетичних мийних засобів.
Перспектива розвитку цієї галузі пов'язана з комплексною переробкою нафти Західного Казахстану та організацією нових видів продукції на основі фосфоритних родовищ.

## Машинобудівний комплекс
Продукція машинобудівного комплексу в загальному обсязі промислового виробництва республіки становить близько 8 %. Машинобудівні підприємства Республіки випускають: ковальсько-пресове обладнання (Шимкент), металорізальні верстати (Алмати), акумулятори (Талдикорган), відцентрові насоси (Астана), рентгенівське обладнання (Актобе) тощо.
За часів незалежності в розвиток машинобудування залучаються іноземні інвестиції для організації в країні нових виробництв, у тому числі медичного обладнання, сільськогосподарської техніки, дизельних двигунів, обладнання для харчової промисловості, електродвигунів та інших виробів виробничо-технічного призначення.

## Промисловість будівельних матеріалів
Продукція промисловості будівельних матеріалів у загальному обсязі промислового виробництва Республіки займає більше 5 %.
На підприємствах галузі виробляють цемент, шифер, азбестоцементні труби, м'які покрівельні матеріали, лінолеум, санітарно-будівельний фаянс, облицювальні керамічні плитки для підлоги і оздоблення будівель, панелі й інші конструкції для великопанельного будівництва, каолін для паперової промисловості, радіатори, конвектори та низку інших видів будівельних матеріалів і конструкцій.
Країна має достатні запаси різноманітної сировини для випуску будівельних матеріалів. Крім того, в їхньому виробництві широке застосування знаходять відходи промисловості: шлаки металургійних і хімічних виробництв, зола теплоелектростанцій, інші вторинні ресурси.

## Транспорт
Географічне розташування Казахстану в центрі Євроазійського континенту визначає його значний транспортний потенціал в області транзитних перевезень.
Довжина наземних транспортних магістралей республіки становить 106 тис. км. З них 13,5 тис. км — магістральні залізниці, 87,4 тис. км — автомобільні магістралі загального користування з твердим покриттям, 4 тис. км — річкові шляхи.
Будівництво прикордонного залізничного переходу Дружба-Алашанькоу між Казахстаном і Китаєм і відкриття залізничного переходу Серахс-Мешхед між Туркменістаном і Іраном відкрили нові транзитні коридори по маршруту Великого шовкового шляху: від тихоокеанських портів Китаю (Ляньюньган, Ціньдао, Тяньцзіні) в Казахстан, Киргизстан, Узбекистан, Туркменістан, Іран, Туреччину, до портів Середземномор'я і Перської затоки. Сьогодні по всьому цьому шляху повним ходом йдуть вантажі. Наявна мережа автодоріг дає вихід на Росію, Китай, Туреччину та Іран, що забезпечує вихід до портів Чорного та Середземного морів та Індійського океану.
Морське судноплавство здійснюється на Каспійському морі (порт Актау) з виходом через річкові шляхи Росії на Чорне та Балтійське море.
Національна авіакомпанія — «Ейр Астана». Також працюють провідні іноземні компанії: British Airways, Lufthansa, KLM, Transaero, PIA, Turkish Airlines, Iran Air та інші.

## Сільське господарство
Сільське господарство є важливим сектором економіки країни.
На півночі Казахстану кліматичні умови сприяють вирощуванню ярої пшениці, вівса, ячменю та інших зернових культур, а також дозволяють розвивати овочівництво, баштанництво та обробляти ряд технічних культур — соняшник, льон-кудряш, тютюн та інші. На півдні республіки, у передгірній смузі і в долинах річок, де багато тепла, при штучному зрошенні дають високі врожаї бавовник, цукровий буряк, жовтий тютюн, рис, плодоносять сади і виноградники.
З виробництва зерна Казахстан займає 3-є місце в СНД після Росії та України.
Землеробство Казахстану дає трохи менше продукції, ніж тваринництво, але в ньому зайнята більшість працездатного населення села. Землеробство (рослинництво) вважають провідною галуззю сільського господарства Казахстану.
Зернове господарство — головна галузь землеробства Казахстану. Країна виробляє 13,5—20,1 млн тонн зерна. Останніми роками загальні посіви зернових культур займали понад 80 % посівної площі сільськогосподарських культур. Середня врожайність зерна становить 1,0—1,3 тонн/га.
Зростання виробництва зерна сприяє збільшенню обсягів його реалізації і підвищенню прибутковості галузі. В середньому відвантажують на експорт 2,8—7,0 млн тонн зерна. Крім того, експортують близько 1,3—2,2 млн тонн борошна.
Понад 3/4 посіви зернових культур займає ярова пшениця. Її сіють в основному в північній частині республіки, а на півдні обробляють озиму пшеницю. Загальна посівна площа по пшениці становить 11,8—13,3 млн га. Врожайність 0,9—1,3 тонн/га дозволяє отримати 11,2—16,6 млн тонн пшениці. З них 7,4—7,5 млн тонн витрачається на внутрішнє споживання, а 3,0—8,2 млн тонн йде на експорт. Перехідні запаси становлять 1,0—3,0 млн тонн.
Повсюдно зустрічаються посіви ячменю, вівса, кукурудзи, а на північному заході Казахстану великі площі займає просо.
Посівна площа по ячменю становить 1,6—1,8 млн тонн. Врожайність 0,9—1,4 тонн/га дозволяє забезпечити валовий збір 1,5—2,8 млн тонн. 1,35—1,6 млн тонн ячменю необхідно для внутрішнього споживання. Експорт становить 0,1—0,8 млн тонн, імпорт незначний. Перехідні запаси — 0,2—0,6 млн тонн.
Посівна площа по кукурудзі становить 0,1 млн га, при врожайності 3,0—3,2 тонн/га країна отримує близько 0,3 млн тонн кукурудзи для внутрішнього споживання.
Природні умови Казахстану, їхнє різноманіття обумовлюють значні потенційні можливості для розвитку тваринництва. У республіці традиційно займаються вівчарства, конярства, верблюдівництвом, розведенням великої рогатої худоби. Пустельні і напівпустелі території в центральній і південно-західній частинах Казахстану широко використовують як сезонні пасовища для худоби. Як літні пасовища використовують гірські луки на сході та південному сході республіки.

## Зовнішня торгівля
Експортний потенціал Казахстану має яскраво виражену сировинну спрямованість і формується за рахунок паливного, металургійного, хімічного комплексу. У структурі казахстанського експорту основну частку займають нафта та нафтопродукти (35 %), кольорові метали (17 %), чорні метали (16 %), руди (12 %), певна частина експорту припадає на зернові культури (9 %). Основною імпортованою продукцією є машини та обладнання, засоби транспорту, прилади та автомати, хімічна продукція, мінеральне паливо, продовольчі товари, готові вироби та товари народного споживання.
Структура казахстанського експорту-імпорту з року в рік зазнає змін у бік диверсифікації ділових зв'язків. Але частка торгівлі з традиційними партнерами — країнами СНД і Балтії — все ще велика: на них припадає близько 59 % експорту і до 63 % імпорту. При цьому основним торговим партнером залишається Росія. Успішно розвиваються торгові зв'язки з Німеччиною, Туреччиною, Швейцарією, Чехією, Італією, Китаєм, США, Великою Британією, Південною Кореєю та іншими.

## Об'єднання промисловців
Серед об'єднань промисловців Казахстану виділяється Національна економічна палата «Союз Атамекен» каз. «Атамекен» Одағы» Қазақстан ұлттық экономикалық палатасы» заңды тұлғалар бірлестіг.